# Baba Zula
Baba Zula ist eine Istanbuler Musikgruppe, die westliche Rockmusik mit orientalischer Musik mischt. Sie bezeichnen ihren eigenen Musikstil als „Oriental Dub“.

## Geschichte
Die Gruppe wurde 1996 von dem Sänger und Sazspieler Murat Ertel, dem Perkussionist Levent Akman und dem Darbukaspieler Emre Önel gegründet. Letzterer wurde 2005 durch Coşar Kamçı ersetzt. Von 2004 bis 2010 gehörte noch die Livezeichnerin Ceren Oykut dazu. Die Musiker arbeiten live auch mit Sängerinnen und Bauchtänzerinnen zusammen.
Im Gründungsjahr erschien ihr erstes Album, Tabutta Rövaşata (Kopfüber/Purzelbaum im Sarg). Es folgten mehrere weitere, sowie Soundtracks für türkische Filme wie Ice Cream, I Scream (2006).
Baba Zula erlangte im europäischen Raum Bekanntheit durch zahlreiche Auftritte. Insbesondere der Film Crossing the Bridge - The Sound of Istanbul (2005) von Fatih Akın brachte der Formation einen Popularitätsschub im Ausland und internationale Veröffentlichungen auf diversen Weltmusiksamplern ein.
2017 erschien ihr Doppelalbum XX auf dem deutschen Independentlabel Glitterbeat, da es in der Türkei nicht veröffentlicht werden durfte.

## Diskografie

### Alben
- 1999: Üç Oyundan Onyedi Müzik - Seventeen Pieces from Three Plays
- 2003: Psychebelly Dance Music (mit Mad Professor)
- 2005: Duble Oryantal (mit Mad Professor)
- 2007: Kökler
- 2010: Gecekondu
- 2014: 34 Oto Sanayi
- 2017: XX / XX Dub
- 2019: Derin Derin
- 2024: İstanbul Sokakları

### Soundtracks
- 1996: Tabutta Rövaşata
- 2006: Dondurmam Gaymak

### Live-Alben
- 2020: Hayvan Gibi

### EPs
- 2012: Gecekondu Remixes

### Singles (Auswahl)
- 2003: Cecom (mit Brenna MacCrimmon & Mad Professor)
- 2005: Özgür Ruh (mit Mad Professor / Mehmet Güreli)
- 2007: Aşıkların Sözü Kalır (mit Brenna MacCrimmon)
- 2008: Bir Sana Bir De Bana (mit Brenna MacCrimmon)
- 2014: İtaat Etme (mit Melike Şahin)
- 2017: Gerekli Şeyler (mit Özkan Uğur)
- 2021: Kaçın Kurası (mit Deniz Tekin)